# Улица Глезнотаю
Улица Гле́знотаю (латыш. Gleznotāju iela, дословно улица Художников) — короткая улица в Старой Риге.
Расположена между улицей Калею и улицей Вальню. Пересекает улицу Рихарда Вагнера. Длина улицы — 135 метров.

## История
Проложена на месте домов, уничтоженных пожарами 1677 и 1689 годов. Вошла в городскую черту в 1690 году, была продолжением выхода из северных ворот двора Конвента.
На улице селились мастера малярного цеха, почему улица получила название Малеру (Малярная; нем. Malerstraße). Современное название приобрела в 1914 году.

## Достопримечательности
- д. 12/14 (Жилой дом XVII—XVIII веков, перестроен в 1837 году), на доме установлен «Фонарь счастья»[2],[3],[4]